# Heike Göbel
Heike Göbel (* 15. August 1959 in Leverkusen) ist eine deutsche Wirtschaftsjournalistin. Seit 2002 ist sie verantwortliche Redakteurin für Wirtschaftspolitik bei der Frankfurter Allgemeinen Zeitung.

## Leben und berufliche Entwicklung
Göbel studierte nach dem Abitur Indologie und Politikwissenschaft in Freiburg, entschied sich dann aber für ein Studium der Volkswirtschaftslehre, das sie 1986 an der Universität Heidelberg mit dem Diplom abschloss.
Zunächst arbeitete Göbel knapp zwei Jahre als wissenschaftliche Mitarbeiterin am Institut für Weltwirtschaft. 1989 begann ihre Tätigkeit als Journalistin bei den Stuttgarter Nachrichten. Seit 1992 ist sie Wirtschaftsredakteurin bei der Frankfurter Allgemeinen Zeitung, 2002 übernahm sie die Ressortleitung Wirtschaftspolitik. Ihr Spezialgebiet ist die „Ordnung der Wirtschaft“.
Göbel ist verheiratet und hat zwei Kinder.

## Mitgliedschaften
Sie ist Mitglied in der Jury des Georg von Holtzbrinck Preises für Wirtschaftspublizistik sowie des Ludwig-Erhard-Preises für Wirtschaftspublizistik. Weiter ist sie Mitglied der Ludwig-Erhard-Stiftung sowie der Friedrich A. von Hayek-Gesellschaft.

## Positionen
Mindestlohn
Göbel hat 2015 den staatlichen Einfluss auf einen als „gerecht“ bezeichneten Mindestlohn als unangebracht bezeichnet, da diesen in einer Marktwirtschaft der Wettbewerb bestimmen sollte, nicht die Politik, denn am Ende müsse der Kunde für erhöhte Lohnkosten aufkommen.
Sie schrieb: Einkommen hängen in der Marktwirtschaft von der Knappheit der Leistung ab, nicht von der Mühe oder Nützlichkeit für die Gesellschaft. Wer kann, was andere nicht können, bekommt mehr Geld. Das ist ein Anreiz, Talent und Ausbildung in Felder zu investieren, in denen sie gebraucht werden.
Frauenquote
Marktwirtschaftlich betrachtet erscheint ihr die Quote zur Beschäftigung von Frauen unter Umständen als unnötiger Störfaktor, da nicht jede hochqualifizierte Frau auf die nun per Gesetz geöffneten Stellen passe. Die Quote sei kein Rechenexempel.
VW-Abgas-Betrugsskandal
Die Politik habe eine Mitverantwortung für den Einsatz der Betrugssoftware. Die Erträge des VW-Konzerns würden dem Haushalt des Landes Niedersachsen helfen und zufriedene Mitarbeiter seien womöglich auch zufriedene Wähler. Dadurch wiederum hätten die Gewerkschaften eine starke Stellung. Der politisch-gewerkschaftliche Einfluss verursache dem Konzern zu hohe Personalkosten und ein unflexibles Stammpersonal. Diese Mängel versuche der Konzern durch "Innovationen und Einsparungen" auszugleichen. Darin habe möglicherweise eine Triebfeder für Manipulationen gelegen.
Entwicklungspolitik
In ihrem 2008 in der Frankfurter Allgemeinen Zeitung erschienenen Artikel „Warum schadet Entwicklungshilfe?“ kritisierte Göbel das derzeitige System der Entwicklungszusammenarbeit. Es habe sich „unter der Flagge der Wohltätigkeit […] eine riesige Hilfsindustrie“ etabliert, die ein „undurchschaubares Geflecht aus supranationalen, staatlichen, halbstaatlichen und privaten Organisationen und Unternehmen“ abbilde. Göbel fordert in ihrem Text eine tatsächliche Partnerschaft „auf Augenhöhe“ zwischen Entwicklungs- und Industrieländern; ferner regt sie an, die Entwicklungsländer weiter „in den Weltmarkt einzubinden“. Als positives Beispiel führt sie die sogenannten Tigerstaaten in Südostasien sowie neuerdings China an.

## Rezeption
In einem Beitrag des Cicero wurde Göbel als „Marktradikale“ charakterisiert.

## Auszeichnungen
- 2005: Karl-Bräuer-Preis des Steuerzahlerbundes
- 2006: Ludwig-Erhard-Preis
- 2017: von-Hayek-Preis[10][11]
- 2022: Hanns Martin Schleyer-Preis[12]
- 2023: Reinhold-Maier-Medaille[13]